# Vibrator (sexhjälpmedel)

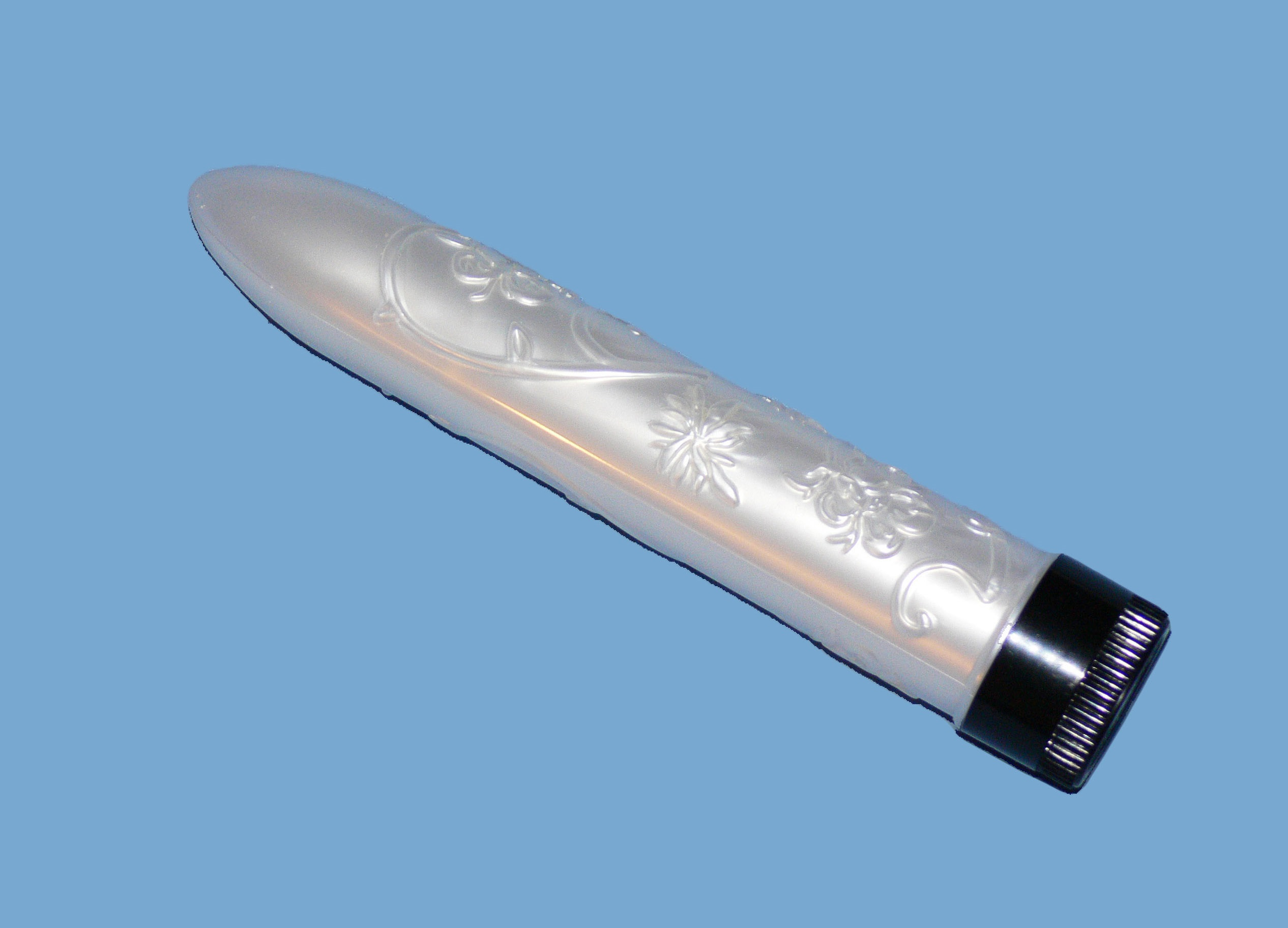
En stavvibrator.

En vibrator är ett vibrerande sexhjälpmedel som finns i olika utföranden. Den kan till exempel användas vid onani, förspel eller för extra klitorisstimulering vid samlag. Stavformade vibratorer kallas även för massagestavar, och även en dildo kan vara försedd med vibrator. Under 2010-talet vidareutvecklades tekniken via lufttrycksvibrator.

## Historik

### Bakgrund
Vibratorn som sexhjälpmedel har sin bakgrund i den mekaniska vibrator som utvecklats i muskelavslappnande syfte – som massage av ömmande eller spända muskler. Den här typen utvecklades på 1880-talet i Storbritannien.
Produkten marknadsfördes tidigt bland annat för att försöka bota kvinnor med "hysteriska" problem, och genom att appliceras på "hysteriska" kvinnors underliv kunde man framkalla paroxysmer som i förlängningen gjorde den "hysteriska" kvinnan mindre "hysterisk". Först så småningom förstod läkarvetenskapen att det hela var resultatet av en sexuell stimulans.

### 1900-talet
Under 1900-talet utvecklades denna form av vibrator i olika varianter och blev mer praktisk att använda i samband med bland annat onani. Detta inkluderar sladdförsedda eller batteridrivna stavvibratorer (även kallade massagestavar) och dildor med vibrationseffekt. 
1968 lanserade elektroniktillverkaren Hitachi "Magic Wand", som en av flera vibratorer på marknaden tänkta för muskelavslappning. Den kom dock under de kommande åren att bli alltmer känd som ett effektivt sexhjälpmedel, för kvinnor som ville upptäcka sexuell njutning på egen hand. "Magic Wand" ('Trollstav') har utvecklats både med strömförsörjning via elsladd och som en batteridriven version. 

### Senare år
Efter millennieskiftet har teknikutvecklingen bland annat medfört en fokus på vibratorer med lufttrycksfunktion (lufttrycksvibrator). Där sker stimulation av klitorisollonet utan fysisk kontakt men genom pulserande luftstötar från nära håll. Dessa har marknadsförts under märkesnamn som "Womanizer", "Satisfyer" och "Lelo". 
Specifika G-punktsvibratorer används för att stimulera g-punkten, den extra känsliga zon som finns där klitorisskaftet möter den främre slidväggen. 
Det har även börjat dyka upp vibratorer för män, så kallade penisvibratorer, exempelvis Arcwave Ion som är den första manliga lufttrycksvibratorn. Den stimulerar baksidan av ollonet, även känt som frenulum, genom att pulsera ut luftvågor. Vibratortekniken används även för män i penisringar för att stimulera pungen och klitoris under samlag. 